# پژو جی۷
پژو جی۷ ماشین ون پژو بود که از سالهای ۱۹۶۵ تا سال ۱۹۸۰ روی خط تولید پژو بود این ماشین جایگزین پژو دی۴ بود و جانشینش پژو جی ۹ شد. این ماشین در رده خودروهای محور جلو قرار می‌گیرد